# گورگ داگیسو
گورگ داگیسو (انگلیسی: Gheorghe Dogărescu؛ ۱۵ مه ۱۹۶۰ – ۱۸ اوت ۲۰۲۰ (aged 60)) ورزشکار هندبال اهل رومانی بود.
وی در مسابقات کشوری و بین‌المللی در مجموع برندهٔ ۱ مدال برنز شده‌است.